# Tito Vilanova
Francesc „Tito” Vilanova i Bayó (n. 17 septembrie 1968, Bellcaire d'Empordà, Catalonia, Spania – d. 25 aprilie 2014, Barcelona, Catalonia, Spania) a fost un fotbalist și antrenor de fotbal spaniol.
După o carieră profesională modestă - a jucat doar 26 de meciuri în La Liga în ultimii trei ani combinat - el a continuat să lucreze cu FC Barcelona (primul său club), în calitate de antrenor asistent al lui Pep Guardiola, fiind parte a echipei care a câștigat 14 titluri importante. A murit la 25 aprilie 2014 când a pierdut lupta cu cancerul.

## Palmares

### Antrenor
Barcelona
- La Liga: 2012–13

### Individual
- Trofeul Miguel Muñoz: 2012–13

## Statistici antrenorat
La 25 aprilie 2014.
| Echipa       | Început        | Sfârșit          | Rezultate | Rezultate | Rezultate | Rezultate | Rezultate | Rezultate | Rezultate | Rezultate |
| Echipa       | Început        | Sfârșit          | G         | W         | D         | L         | GF        | GA        | GD        | Win %     |
| ------------ | -------------- | ---------------- | --------- | --------- | --------- | --------- | --------- | --------- | --------- | --------- |
| FC Barcelona | 1 iulie 2012   | 18 December 2012 | 27        | 23        | 2         | 2         | 77        | 28        | +49       | 85,19     |
| Barcelona    | 6 January 2013 | 23 January 2013  | 5         | 3         | 1         | 1         | 16        | 6         | +10       | 60        |
| Barcelona    | 1 April 2013   | 19 July 2013     | 13        | 8         | 3         | 2         | 28        | 17        | +11       | 61,54     |
| Total        | Total          | Total            | 45        | 34        | 6         | 5         | 121       | 51        | +70       | 75,56     |